# Сатурн (премія, 2017)
43-я церемонія вручення нагород премії «Сатурн» за заслуги в царині кінофантастики, зокрема в галузі наукової фантастики, фентезі та жахів за 2016 рік, яка відбулася 28 червня 2017 року.

## Лауреати і номінанти
Нижче наведено повний список номінантів та переможців. Переможці виділені жирним шрифтом.

### Фільми
| Найкращий актор | Найкраща акторка |
| --- | --- |
| - Раян Рейнольдс — за роль Вейда Вілсона / Дедпул у фільмі Дедпул - Бенедикт Камбербетч — за роль Стівена Стренджа у фільмі Доктор Стрендж - Кріс Еванс — за роль Стіва Роджерса / Капітан Америка у фільмі Перший месник: Протистояння - Кріс Пайн — за роль Джеймса Т. Кірка у фільмі Стартрек: За межами Всесвіту - Кріс Претт — за роль Джима Престона у фільмі Пробудження - Марк Райленс — за роль Великого дружнього велетеня у фільмі Великий дружній велетень - Меттью Макконахі — за роль Кенні Веллса у фільмі Золото | - Мері Елізабет Вінстед — за роль Мішель у фільмі Вулиця Монстро, 10 - Емі Адамс — за роль Луїзи Бенкс у фільмі Прибуття - Емілі Блант — за роль Рейчел Вотсон у фільмі Дівчина у потягу - Фелісіті Джонс — за роль Джин Ерсоя у фільмі Бунтар Один. Зоряні Війни. Історія - Дженніфер Лоуренс — за роль Аврори Лейн у фільмі Пасажири - Наргес Рашиді — за роль Шіде у фільмі У тіні - Тараджі Генсон — за роль Кетрін Джонсон у фільмі Приховані фігури |
| Найкращий актор другого плану | Найкраща акторка другого плану |
| - Джон Гудмен — за роль Говарда Стемблера у фільмі Вулиця Монстро, 10 - Чедвік Боузман — за роль чорної пантери у фільмі Перший месник: Протистояння - Ден Фоглер — за роль Якоба Ковальського у фільмі Фантастичні звірі і де їх шукати - Дієго Луна — за роль Касіана Ендора у фільмі Бунтар Один. Зоряні Війни. Історія - Закарі Квінто — за роль Спока у фільмі Стартрек: За межами Всесвіту - Крістофер Вокен — за роль Луї у фільмі Книга джунглів                                                                         | - Тільда Свінтон — за роль Прадавньої у фільмі Доктор Стрендж - Бетті Баклі — за роль Карен Флетчер у фільмі Спліт - Брайс Даллас Говард — за роль Кей у фільмі Золото - Кейт Мак-Кіннон — за роль Джилліана Гольтцманна у фільмі Мисливці на привидів - Марго Роббі — за роль Гарлі Квінн у фільмі Загін самогубців - Скарлетт Йоганссон — за роль Наталії Романової / «Чорна вдова» у фільмі Перший месник: Протистояння                                |
| Найкращий молодий актор чи акторка | Найкращий сценарій |
| - Том Голланд — за роль Пітера Паркера / Людина-Павук у фільмі Перший месник: Протистояння - Рабі Бернгілл — за роль Софі у фільмі Великий дружній велетень - Джуліан Деннісон — за роль Рікі у фільмі Полювання на дикунів - Льюїс Мак-Дугалл — за роль Конора О'Меллі у фільмі Голос монстра - Ніл Сетгі — за роль Мауглі у фільмі Книга джунглів - Аня Тейлор-Джой — за роль Томасін у фільмі Відьма | - Ерік Гейссерер — Прибуття - Мелісса Метісон — Великий дружній велетень - Ретт Різ, Пол Верник — Дедпул - Джон Спейтс, Скотт Дерріксон, Сі Роберт Каргілл — Доктор Стрендж - Тейлор Шерідан — Будь-якою ціною - Кріс Вайц, Тоні Гілрой — Бунтар Один. Зоряні Війни. Історія |
| Найкращий режисер | Найкращий костюм |
| - Ґарет Едвардс — Бунтар Один. Зоряні Війни. Історія - Браян Сінгер — Люди Ікс: Апокаліпсис - Дені Вільнев — Прибуття - Джон Фавро — Книга джунглів - Стівен Спілберг — Великий дружній велетень - Ентоні Руссо та Джо Руссо — Перший месник: Протистояння - Скотт Дерріксон — Доктор Стрендж | - Коллін Етвуд — Фантастичні звірі і де їх шукати - Девід Кроссман та Глін Діллон — Бунтар Один. Зоряні Війни. Історія - Коллін Етвуд — Аліса в Задзеркаллі - Сан-Гьон Чо — Служниця - Джоанна Джонстон — Великий дружній велетень - Ентоні Руссо та Джо Руссо — Перший месник: Протистояння - Олександра Бірн — Доктор Стрендж |
| Найкращий грим | Найкращі спецефекти |
| - Джоел Харлоу та Моніка Юпперт — Стартрек: За межами Всесвіту - Нік Ноулз — Фантастичні звірі і де їх шукати - Емі Бірн — Бунтар Один. Зоряні Війни. Історія - Чарльз Картер, Ріта Чикоцці та Розаліна Да Сілва — Люди Ікс: Апокаліпсис - Аллан Апоне, Джо-Енн Макніл та Марта Роджеро — Загін самогубців - Джеремі Вудхед — Доктор Стрендж | - Джон Нолл, Мохен Лео, Хел Хікель та Ніл Корбоулд — Бунтар Один. Зоряні Війни. Історія - Джо Леттері та Джоел Віст — Великий дружній велетень - Тім Берк, Крістіан Манц та Девід Уоткін — Фантастичні звірі і де їх шукати - Луї Морін та Райал Косгроув — Прибуття - Стефан Черетті, Річард Блафф та Вінсент Сіреллі — Доктор Стрендж - Роберт Легато, Адам Вальдес, Ендрю Р. Джонс та Ден Леммон — Книга джунглів                                      |
| Найкраща музика | Найкращий науково-фантастичний фільм |
| - Джастін Гурвіц — Ла-Ла Ленд - Джон Вільямс — Великий дружній велетень - Джеймс Ньютон Говард — Фантастичні звірі і де їх шукати - Томас Ньюман — Пробудження - Майкл Джаккіно — Доктор Стрендж - Майкл Джаккіно — Бунтар Один. Зоряні Війни. Історія | - Зоряні війни: Пробудження Сили - Ex Machina - Світ Юрського періоду - Шалений Макс: Дорога гніву - Марсіянин - Термінатор: Генезис |
| Найкращий пригодницький фільм або бойовик | Найкращий фентезійний фільм |
| - Приховані фігури - Круті чуваки - Шпигуни-союзники - З міркувань совісті - Легенда про Тарзана - Чудова сімка - Золото | - Книга джунглів - Голос монстра - Фантастичні звірі і де їх шукати - Мисливці на привидів - Дім дивних дітей міс Перегрін - Дракон Піта - Великий дружній велетень |
| Найкращий фільм жахів | Найкращий анімаційний фільм |
| - Не дихай - Демон - Віджа: Походження зла - Демон всередині - Закляття 2: Енфілдська справа - Відьма - Потяг до Пусана | - У пошуках Дорі - Kingsglaive: Final Fantasy XV - Ваяна - Співай - Тролі - Зоотрополіс |
| Найкращий фільм іноземною мовою | Найкраща робота художника-постановника |
| - Служниця - Вона - У порядку зникнення - Русалка - Ґодзілла - У тіні | - Рік Картер та Роберт Стромберг — Великий дружній велетень - Гай Хендрікс Діас — Пробудження - Стюарт Крейг — Фантастичні звірі і де їх шукати - Ніл Ламонт та Дуг Чанг — Бунтар Один. Зоряні Війни. Історія - Оуен Патерсон — Перший месник: Протистояння - Чарльз Вуд — Доктор Стрендж |
| Найкращий монтаж | Найкращий незалежний фільм |
| - Майкл Кан — Великий дружній велетень - Джон Гілрой, Колін Гауді та Джабез Олссен — Бунтар Один. Зоряні Війни. Історія - Джо Уокер — Прибуття - Марк Лівольсі — Книга джунглів - Стефан Грубе — Вулиця Монстро, 10 - Джеффрі Форд та Метью Шмідт — Перший месник: Протистояння | - Ла-Ла Ленд - Полювання на дикунів - Сусіди знизу - Пам'ятайте - Лев - Око в небі |
| Найкращий трилер | Найкращий фільм з коміксів |
| - Вулиця Монстро, 10 - Аудитор - Дівчина у потягу - Будь-якою ціною - Джейсон Борн - Мілина - Спліт | - Доктор Стрендж - Бетмен проти Супермена: На зорі справедливості - Перший месник: Протистояння - Дедпул - Загін самогубців - Люди Ікс: Апокаліпсис |

### Телебачення
| Найкращий науково-фантастичний телесеріал | Найкращий фантастичний телесеріал |
| --- | --- |
| - Край «Дикий Захід» (HBO) - Падаюча вода (USA Network) - Корпорація (SyFy) - Сотня (The CW) - Поза часом (NBC) - Колонія (USA Network) - Простір (SyFy) | - Чужоземка (Starz) - У кращому світі (NBC) - За межами (Freeform) - Гра престолів (HBO) - Чарівники (SyFy) - Люцифер (Fox) - Проповідник (AMC) |
| Найкращий телеактор | Найкраща телеакторка |
| - Ендрю Лінкольн — Ходячі мерці (AMC) за роль Ріка Граймса - Майк Колтер — Люк Кейдж (Netflix) за роль Люка Кейджа - Чарлі Кокс — Шибайголова (Netflix) за роль Метта Мердока / Шибайголова - Фредді Гаймор — Мотель Бейтсів (A&E) за роль Нормана Бейтса - Грант Гастін — Флеш (The CW) за роль Баррі Аллена / Флеш - Сем Г'юен — Чужоземка (Starz) за роль Джеймі Фрейзера - Брюс Кемпбелл — Еш проти зловісних мерців (Starz) за роль Ешлі Джей Вільямса | - Мелісса Бенойст — Супердівчина (CBS) за роль Супердівчини - Віра Фарміґа — Мотель Бейтсів (A&E) за роль Норми Бейтс - Ліна Гіді — Гра престолів (HBO) за роль Серсі Ланністер - Кім Діккенс — Бійтеся ходячих мерців (AMC) за роль Медісон Кларк - Сара Полсон — Американська історія жаху: Роенок (FX) за роль Одрі Тіндалл, Шелбі Міллер і Лани Вінтерс - Вайнона Райдер — Дивні дива (Netflix) за роль Джойс Байєрс - Катріна Балф — Чужоземка (Starz) за роль Клер Фрейзер |
| Найкращий телеактор другого плану | Найкраща телеакторка другого плану |
| - Ед Гарріс — Край «Дикий Захід» (HBO) за роль Людини в чорному - Норман Рідус — Ходячі мерці (AMC) за роль Деріла Діксона - Мегкад Брукс — Супердівчина (The CW) за роль Джеймса Олсена - Кіт Герінгтон — Гра престолів (HBO) за роль Джона Сноу - Джеффрі Райт — Край «Дикий Захід» (HBO) за роль Бернарда Лоу - Лінден Ешбі — Вовченя (MTV) за роль (Ноа) Стілінскі - Лі Мейджорс — Еш проти зловісних мерців (Starz) за роль Брока Вільямса             | - Кендіс Паттон — Флеш (The CW) за роль Айріс Вест - Тенді Ньютон — Край «Дикий Захід» (HBO) за роль Мейв Міллей - Еван Рейчел Вуд — Край «Дикий Захід» (HBO) за роль Долорес Абернаті - Мелісса Мак-Брайд — Ходячі мерці (AMC) за роль Керол Пелетьєр - Данай Гуріра — Ходячі мерці (AMC) за роль Мішон - Кеті Бейтс — Американська історія жаху: Роенок (FX) за роль «М'ясника» - Адіна Портер — Американська історія жаху: Роенок (FX) за роль Лі Херріс                      |
| Найкраща телевізійна презентація | Найкраща гостьова телероль |
| - 11.22.63 (Hulu) - Марс (National Geographic) - Нічний адміністратор (AMC) - Повернення Доктора Містеріо (Доктор Хто) (BBC America) - Щури(Discovery Channel) - Нульовий канал (SyFy) | - Джеффрі Дін Морган — Ходячі мерці (AMC) за роль Ніґан - Ян Боен — Вовченя (MTV) за роль Пітера Хейла - Тайлер Геклін — Супердівчина (The CW) за роль Кларка Кента / Супермен - Домінік Пінон — Чужоземка (Starz) за роль майстера Раймонда - Ентоні Гопкінс — Край «Дикий Захід» (HBO) за роль Роберта Форда - Леслі Джордан — Американська історія жаху: Роено́к (FX) за роль Ешлі Гілберт                                                                                     |
| Найкращий молодий актор чи акторка в телесеріалі | Найкращий супергеройський телесеріал |
| - Міллі Боббі Браун — Дивні дива () за роль Одинадцяттої / Джейн - Чендлер Ріггз — Ходячі мерці (AMC) за роль Карла Граймса - Алісія Дебнам-Кері — Бійтеся ходячих мерцівь (AMC) за роль Алісії Кларк - Лоренцо Джеймс Генрі — Бійтеся ходячих мерців (AMC) за роль Крістофера Манави - Макс Чарльз — Штам (FX) за роль Зака Гудвезера - Кей Джей Апа —Рівердейл (The CW) за роль Арчі Ендрюса                                                              | - Супердівчина (The CW) - Ґотем (Fox) - Стріла (The CW) - Флеш (The CW) - Агенти Щ.И.Т. (ABC) - Легіон (FX) |
| Найкращий телесеріал нового медіа | Найкращий телесеріал жахів |
| - Дивні дива (Netflix) - Люк Кейдж (Netflix) - Детектив Босх (Prime Video) - Людина у високому замку (Prime Video) - Шибайголова (Netflix) - Низка злощасних подій (Netflix) | - Ходячі мерці (AMC) - Еш проти зловісних мерців (Starz) - Американська історія жаху: Готель (FX) - Бійтеся ходячих мерців (AMC) - Вовченя (MTV) - Екзорцист (Fox) - Щоденники вампіра (The CW) |
| Найкращий телесеріал бойовик-трилер | Найкращий анімаційний телесеріал |
| - Рівердейл (The CW) - Останній кандидат (ABC) - Підземний (WGN America) - Бібліотекарі (TNT) - Мотель Бейтсів (A&E) - Пан Робот (USA Network) - Тваринне царство (TNT) | - Зоряні війни: Повстанці (Disney XD) - Кінь БоДжек (Netflix) - Маленький принц (Netflix) - Мисливці на тролів: Казки Аркадії (Netflix) - Юні титани, вперед! (Cartoon Network) - Сім'янин (Fox) - Сімпсони (Fox) |

### Домашня колекція
| Найкращий DVD або Blu-ray фільм | Найкраща колекція DVD фільмів |
| --- | --- |
| - Казки про Хеллоуїн - Крик - Лобстер - Людина, яка пізнала нескінченність - Собака їсть собаку - Дівчина | - Ганнібал (Повна колекція серії) - Зоряний шлях: Анімаційний серіал - Пан Робот (Сезон 2.0) - Версаль (Перший сезон) - Банші (Фінальний сезон) - Салемз Лот                                                                      |
| Найкращий DVD або Blu-ray спецвипуск | Найкращий телевізійний DVD-реліз |
| - Фантазм: Ремастеринг - Бетмен проти Супермена: На зорі справедливості (Останнє видання) - Виховання Каїна (Колекційне видання) - У пагорбів є очі (Обмежене видання) - Шалений Макс: Дорога гніву (Чорне і хромоване видання) - Залізний велетень (підписне видання) | - Франкенштайн, або Сучасний Прометей (Повна колекція спадщини) - Бастер Кітон (Фільми 1917–23) - Ларрі Талбот (Повна колекція спадщини) - Піонери афроамериканського кіно - Гершел Гордон Льюїс - Брати Маркс (Колекція екранів) |
| Найкращий DVD класичний фільм | |
| - Подорож у машині часу - Гог - Він прибув із космосу - Маленька дівчинка, яка живе за провулком - Доля - Мозок Донована | |

### Особливі нагороди
| Нагорода                                            | Лауреати                      |
| --------------------------------------------------- | ----------------------------- |
| Премія за кар'єру (The Life Career Award)           | • Лі Мейджорс                 |
| Нагорода за прорив (Breakthrough Performance Award) | • Кей Джей Апа                |
| Спеціальна нагорода (Special Recognition Award)     | • Важкий метал                |
| Премія Візіонеру (The Visionary Award)              | • Аківа Голдсман              |
| Виставка режисерів (The Filmmakers Showcase Award)  | • Рік Джаффа і Аманда Сільвер |